# Five Nights at Freddy's 2 (película)
Five Nights at Freddy's 2 es una próxima película de terror sobrenatural estadounidense basada en la serie de videojuegos Five Nights at Freddy's de Scott Cawthon, y la secuela de Five Nights at Freddy's (2023). La película está dirigida por Emma Tammi y escrita por Cawthon. Josh Hutcherson, Elizabeth Lail, Piper Rubio y Matthew Lillard repiten sus papeles de la película anterior, con Skeet Ulrich, Wayne Knight, Mckenna Grace y Teo Briones uniéndose al reparto.
Cawthon declara en agosto de 2018 que podría haber una segunda película de "Five Nights at Freddy's", basada en los eventos del videojuego homónimo de 2014, si la primera película tenía éxito. Hutcherson reveló el desarrollo de una secuela en enero de 2024, y Blumhouse Productions, de Jason Blum la confirmó oficialmente tres meses después. El rodaje comenzó en noviembre de 2024 y finalizó en febrero de 2025.
Five Nights at Freddy's 2 está programada para estrenarse en Estados Unidos por Universal Pictures el 5 de diciembre de 2025.

## Reparto
- Josh Hutcherson como Mike Schmidt, exguardia de seguridad de Freddy Fazbear's Pizza[3]
- Elizabeth Lail como Vanessa Shelly Afton, agente de policía local e hija de William Afton[3]
- Piper Rubio como Abby Schmidt, hermana menor de Mike[3]
- Matthew Lillard como William Afton, asesino en serie y padre de Vanessa[4]
- Theodus Crane como Jeremiah, excompañero de trabajo de Mike
- Skeet Ulrich[5]
- Mckenna Grace como una cazadora de actividad paranormal[6]
- Teo Briones como Alex, un cazador de actividad paranormal[6]
- Freddy Carter como un guardia de seguridad de Freddy's[7]
- Wayne Knight[8]

## Producción

### Desarrollo
En agosto de 2018, Scott Cawthon dijo que si la primera película tuviera éxito, podría haber una segunda película que siga los eventos de el segundo juego. En enero de 2024, Josh Hutcherson, el actor que interpretó el papel de Mike Schmidt en la película anterior, reveló que se está desarrollando una secuela. En abril de 2024, Blumhouse Productions de Jason Blum confirmó oficialmente la secuela, y que Jim Henson's Creature Shop volvería a diseñar animatronics para la película. En octubre de 2024, se confirmó que Hutcherson, Elizabeth Lail, Piper Rubio y Matthew Lillard repetirían sus papeles; el último de los cuales había firmado un contrato de tres películas con el estudio. En abril de 2025, Wayne Knight, Mckenna Grace y Teo Briones se unieron al reparto en papeles no revelados. Skeet Ulrich, quien previamente protagonizó junto a Lillard Scream (1996), luego se unió al reparto en otro papel no revelado.

### Rodaje
Se esperaba que la fotografía principal comenzara a finales de octubre de 2024. En la New York Comic Con el 17 de octubre, Matthew Lillard declaró que el rodaje comenzaría en "10 días", fijando la fecha de rodaje específicamente para el 27 de octubre. El rodaje comenzó en noviembre de 2024 y finalizó en febrero de 2025.

## Estreno
Five Nights at Freddy's 2 está programada para estrenarse en Estados Unidos el 5 de diciembre de 2025.